# Избори за Представнички дом Парламентарне скупштине Босне и Херцеговине 2002. (Република Српска)
Избори за Представнички дом Парламентарне скупштине БиХ у Републици Српској 2002. одржани су 5. октобра као дио општих избора у БиХ. Број важећих гласова био је 511.799, а неважећих 26.790.